# NGC 2939
NGC 2939 ist eine Spiralgalaxie vom Hubble-Typ Sbc im Sternbild Löwe auf der Ekliptik. Sie ist schätzungsweise 144 Millionen Lichtjahre von der Milchstraße entfernt und hat einen Durchmesser von etwa 105.000 Lichtjahren. 
Im selben Himmelsareal befinden sich u. a. die Galaxien NGC 2913, NGC 2940, IC 548.
Die Supernovae SN 2009ao und SN 2011cf (Typ II) wurden hier beobachtet.
Das Objekt wurde am 18. Januar 1784 von Wilhelm Herschel entdeckt.